# Pic Humphreys
Pour les articles homonymes, voir Humphreys.
Le pic Humphreys, en anglais Humphreys Peak, est le point culminant de l'État américain de l'Arizona avec 3 851 mètres d'altitude. Il est nommé en l'honneur d'Andrew Atkinson Humphreys.